# Verband Schlesischer Bauern
Der Verband Schlesischer Bauern (polnisch Związek Śląskich Rolników) ist ein Bauernverband in Schlesiens in Polen, in dem vorwiegend Angehörige der deutschsprachigen Minderheit organisiert sind.
Der Verband wurde unmittelbar nach Ende der kommunistischen Herrschaft am 28. Februar 1990 in Oppeln gegründet. Mit dem Übergang Polens zur Marktwirtschaft entstand die Idee zur Gründung einer landwirtschaftlichen Selbsthilfeorganisation. Ein Gründungskomitee wurde ins Leben berufen, das die Satzung erarbeiten sollte. Am 28. Februar 1990 wurde der Verband registriert und am 6. Oktober 1990 fand in Groß Kottulin (Kotulin) die erste Mitgliederversammlung statt.
Der erste Hauptsitz des Verbandes befand sich in Blottnitz (Błotnica Strzelecka), nach 1991 in Warmunthau (Warmuntowice), nach 1993 in Groß Strehlitz (Strzelce Opolskie) und seit 1996 in Oppeln (Opole).
Anfangs gehörten dem Verband ausschließlich deutschstämmige Landwirte an, doch seit 1997 darf dem Verband jeder Landwirt angehören, der im Tätigkeitsgebiet des Verbandes seinen Wohnsitz hat.
Der Verband Schlesischer Bauern führt mit Beratern aus Deutschland Großprojekte durch. Mit Hilfe des Verbandes entstand eine Milchgenossenschaft in Kadlub (Kadłub) bei Groß Strehlitz (Strzelce Opolskie). Nach dem Oderhochwasser 1997 erhielt der Verband Spenden von deutschen Bauernverbände. Im Rahmen eins Rekultivierungsprojekts wurden vom Hochwasser betroffene Grünflächen saniert. Im Jahr 2001 entstand in Oppeln (Opole) unter Mitwirkung des Verbandes ein unabhängiges Prüflabor für Milch.